# Santa Engracia del Jubera
Santa Engracia del Jubera è un comune spagnolo di 208 abitanti situato nella comunità autonoma di La Rioja.